# Schoktherapie (economie)
Schoktherapie (shock therapy) is het plots loslaten van valutarestricties, het afschaffen van overheidssubsidies en het opheffen van protectionistische beschermingsconstructies met handelsliberalisering als gevolg. Prominent econoom Jeffrey Sachs was de belangrijkste voorstander van deze vorm van schoktherapie voor verschillende opkomende economieën.

## Oorsprong
Volgens Sachs liggen de wortels van de schoktherapie in het economische liberaliseringsprogramma dat in West-Duitsland direct na de Tweede Wereldoorlog werd doorgevoerd. In 1947 en 1948 werden prijsbeperkingen en staatssteun in een zeer korte periode afgeschaft, waardoor de Duitse economie van een sterk door de overheid gecontroleerde economie, bijna onmiddellijk tot een ontwikkelde markteconomie geworden was.
Deze vrijemarkthervormingen werden de basis voor het neoliberalisme, dat later centraal zou staan bij de hervormingen in Latijns-Amerika na de valuta-crises die zich vanaf augustus 1982 in dat continent voordeden.

## Toepassing
Vanaf de vroege jaren 1990 adviseerde Sachs de opkomende economieën in Oost-Europa, de voormalige Sovjet-Unie en Latijns-Amerika om ook alle prijsrestricties, subsidies en valutarestricties op te heffen en tevens zo veel mogelijk staatseigendommen te verkopen om zo de last van het communistische verleden zo snel mogelijk af te schudden.

## Resultaten
Volgens sommigen zijn de effecten van schoktherapie voornamelijk negatief, zoals langdurige perioden waarin werkloosheidspercentages van 20 tot wel 40 procent niet ongebruikelijk zijn. Ook leidt schoktherapie bijna onherroepelijk tot het toenemen van de ongelijkheid tussen arm en rijk, hetgeen maatschappelijke spanningen tot gevolg heeft. Anderen wijzen op het langetermijneffect waarbij als gevolg van economische groei de mogelijkheden tot inkomensdistributie en investeringen toenemen. Ook wordt het niet volledig of adequaat uitvoeren van de schoktherapie soms als boosdoener aangewezen voor de negatieve bijeffecten die optreden.
Zonder twijfel vereisen abrupte veranderingen in de economische structuur en de beloningsmechanismen gedragsveranderingen van alle economische participanten (waaronder burgers). Deze gedragsveranderingen komen echter veel langzamer op gang dan de economische schokken die ze noodzakelijk maken. Het vereist tijd voor ondernemingen om opgericht en ingericht te worden en het kost tijd voor individuen om de vaardigheden die in een vrijemarkteconomie noodzakelijk zijn te verkrijgen.
Het als vanzelfsprekend aannemen van een rechtssysteem zoals dat in westerse economieën aanwezig is, is een andere factor die in landen die voorheen gekenmerkt werden door een autoritair regime en een gecentraliseerde economie tijd kost.

### Polen
Polen wordt vaak aangehaald als een modelvoorbeeld van toepassing van een schoktherapie. Toen na de val van het communisme de democratische beweging de macht overnam, volgde de nieuwe overheid het advies van Sachs en trok staatssteun in, liberaliseerde prijsrestricties en schafte subsidies voor staatsondernemingen af. Echter, de privatisering van veel staatsbedrijven, iets wat afhankelijk van de gebruikte definitie wel of niet een integraal onderdeel van schoktherapie is, vond in Polen slechts geleidelijk plaats. Hiermee werd gewacht tot de samenleving in staat geacht werd om dit in een ordentelijkere manier te doen dan bijvoorbeeld bij de roofridder-achtige privatisering in de voormalige Sovjet-Unie gebeurd was.
Hoewel het onmiddellijke effect van de hervormingen negatief was, herstelde de Poolse economie zich geleidelijk. De productiviteit nam toe, hoewel dit wel gepaard ging met een toename van de werkloosheid. Ten tijde van de toetreding tot de Europese Unie had Polen echter al een hoger bruto binnenlands product dan gedurende de communistische periode, hoewel het land nog steeds geplaagd werd door een verscheidenheid van economische problemen, waaronder een tweecijferig werkloosheidscijfer. De economische ongelijkheid in Polen nam uiteindelijk af, hoewel ze in aanloop naar de Europese integratie opnieuw toenam.